# Kliczyna
Kliczyna – jezioro w woj. lubuskim, w powiecie strzelecko-drezdeneckim, w gminie Drezdenko, leżące na terenie Kotliny Gorzowskiej, w zachodniej części Puszczy Noteckiej.

## Hydronimia
Do 1945 roku jezioro nazywane było Klitzing See. 17 września 1949 roku wprowadzono nazwę Kliczyna. Obecnie państwowy rejestr nazw geograficznych jako nazwę główną jeziora podaje Kliczyna, jednocześnie wymienia nazwy oboczne: Jezioro Płytkie, Kliczyno.

## Morfometria
Według danych Instytutu Meteorologii i Gospodarki Wodnej powierzchnia zwierciadła wody jeziora wynosi 18,9 ha. Średnia głębokość zbiornika wodnego to 4,0 m, a maksymalna – 8,9 m. Lustro wody znajduje się na wysokości 35,4 m n.p.m. Objętość jeziora wynosi 756,0 tys. m³. Natomiast A. Choiński określił poprzez planimetrowanie na mapach 1:50000 wielkość jeziora na 20,0 ha.
Według Mapy Podziału Hydrograficznego Polski jezioro leży na terenie zlewni szóstego poziomu Dopływ z jez. Kliczyna. Identyfikator MPHP to 188946. 

## Zagospodarowanie
Administratorem wód jeziora był Regionalny Zarząd Gospodarki Wodnej w Poznaniu. Utworzył on obwód rybacki, który obejmuje między innymi wody jeziora  Kliczyna (Płytkie) wraz z wodami cieku bez nazwy od jego źródeł do ujścia do kanału Lubiatka (Obwód rybacki jeziora Lubowo na kanale Lubiatka – Nr 1). Od czasu reformy prawa wodnego w 2017 r. jezioro trafiło do regionu wodnego Noteci zarządzanego przez Regionalny Zarząd Gospodarki Wodnej w Bydgoszczy. Gospodarkę rybacką prowadzi na jeziorze Polski Związek Wędkarski Okręg w Gorzowie Wielkopolskim.

## Czystość wód i ochrona środowiska
Jezioro znajduje się na obszarze chronionego krajobrazu "Pojezierze Puszczy Noteckiej" oraz w granicach obszaru specjalnej ochrony ptaków Natura 2000 „Puszcza Notecka” PLB300015.